# Manuel Asur
Manuel Asur González García (* 1947 in Güeria Carrocera, Samartín del Rei Aurelio, Asturien) ist spanischer Philosoph und schreibt Artikel und Lyrik in asturleonesisch für La Nueva España. Er arbeitet in „Consejería de Medio Rural y Pesca del Principado de Asturias“.

## Werke
- Cancios y poemes pa un riscar (1977)
- Camín del cumal fonderu (1978)
- Vívese d'oyíes: Poemes bilingües (1979)
- Congoxa que ye amor (1982)
- Destruición del poeta (1984)
- Hai una llinia trazada (1987)
- Poesía 1976-1996 (1996).
- Orbayos (2002)
- El libro de las visitas (2003) in Spanisch
- Lo que dice la caracola (2007) in Spanisch
- El solitario de Avilés (2008) in Spanisch
- Balada del balagar (2011)
- Las arrogancias del barro, in Spanish (2015) ISBN 9781326271565,  lulu.com